# Малашенков, Анатолий Иванович
Анато́лий Ива́нович Малаше́нков (16 августа 1939, Фергана — 29 марта 2012, Москва) — советский и российский кардиохирург, директор Научно-исследовательского института коронарной и сосудистой хирургии НЦССХ имени А. Н. Бакулева Российской академии медицинских наук, член-корреспондент Российской Академии медицинских наук, доктор медицинских наук, профессор. Заслуженный деятель науки Российской Федерации.

## Биография
В 1963 году окончил Ташкентский медицинский институт. Врачебную деятельность начал в Ташкентской клинической больнице неотложной помощи. В 1966 году переехал в Москву, где стал врачом-ординатором отделения хирургического лечения приобретённых пороков сердца в Институте сердечно-сосудистой хирургии АМН СССР. С этим институтом оказалась связана вся дальнейшая профессиональная деятельность А. И. Малашенкова на протяжении более 40 лет. В 1982 году защитил докторскую диссертацию по теме «Сравнительная оценка методов защиты миокарда при операциях с искусственым кровообращением».
В 1995—2001 годах руководил отделением неотложной хирургии отдела хирургического лечения приобретённых пороков сердца.
В последние годы являлся заместителем директора по научной работе Научного центра сердечно-сосудистой хирургии им. А. И. Бакулева РАМН и одновременно возглавлял Институт коронарной и сосудистой хирургии.

### Научный вклад
Малашенков стал одним из основоположников хирургии приобретённых пороков сердца в СССР. Он явился одним из разработчиков интраоперационной кардиологической защиты миокарда и проблемы реконструктивной хирургии клапанной патологии сердца. Основал новое направления в российской сердечно-сосудистой хирургии — хирургическое лечение аневризм восходящего отдела и дуги аорты. Под его руководством и при непосредственном участии была разработана тактика хирургии острого расслоения восходящей аорты.
Владел уникальной хирургической техникой и выполнял самые сложные операции у больных, страдавших клапанной патологией сердца. Впервые в нашей[чьей?] стране он выполнил уникальную операцию по протезированию восходящего отдела аорты ксеноперикардиальным кондуитом (1991), а также операцию одномоментного протезирования восходящего отдела аорты по методу Бентала де Боно в сочетании с резекцией коарктации аорты (1996). Одним из первых в России А. И. Малашенков разработал и внедрил операции многоклапанного протезирования и комбинированного лечения приобретённых пороков сердца с ишемической болезнью. Являлся ведущим специалистом в России по проблеме лечения опухолей сердца.
Малашенков — автор более 250 научных работ, в том числе 3 монографий, имеет 2 изобретения и 2 рационализаторских предложения.
Являлся членом Европейского общества сердечно-сосудистых хирургов, почётным членом Кардиохирургического общества Украины.
Указом Президента Российской Федерации от 3 марта 2010 года № 260 за большой вклад в развитие здравоохранения, медицинской науки и многолетнюю добросовестную работу заместитель директора НЦССХ им. А. Н. Бакулева директор Института коронарной и сосудистой хирургии РАМН А. И. Малашенков награждён орденом «За заслуги перед Отечеством» IV степени.
Умер 29 марта 2012 года на 73-м году жизни после тяжёлого продолжительного заболевания. Похоронен в Москве на Ваганьковском кладбище.

## Награды
- Орден «За заслуги перед Отечеством» IV степени (03.03.2010)
- Орден Почёта (18.10.2004 год, за вклад в развитие отечественной кардиохирургии)
- Орден имени Н. И. Пирогова (2006)
- Медаль «В память 800-летия Москвы»
- Серебряная медаль ВДНХ
- Государственная премия Российской Федерации (2002, за разработку основных положений проблемы хирургического лечения аневризм восходящего отдела и дуги аорты)
- Премия имени А. Н. Бакулева
- Почётное звание «Заслуженный деятель науки Российской Федерации» (2000) — за заслуги в научной деятельности[6]
- «Отличник здравоохранения»